# Atlantski gozdovi Alto Paraná
Atlantski gozdovi Alto Paraná, znani tudi kot notranji gozdovi Paraná-Paraíba, so ekoregija bioma listavci tropskih in subtropskih vlažnih gozdov in bioma Atlantski gozd Južne Amerike. Nahaja se v južni Braziliji, severovzhodni Argentini in vzhodnem Paragvaju. V ekoregiji so našli 586 vrst ptic in 213 vrst sesalcev. Izgubljenega habitata je 94 %, zaščitenega je 2,83 %.

## Geografija
Atlantski gozdovi Alto Paraná so notranji podaljšek obalnih gozdov, ki se razprostirajo čez južni del brazilskega visokogorja. Ekoregija se razteza od ustja reke Paraíba do Sul proti vzhodu vzdolž doline Paraíba, ki leži za obalno Serro do Mar, ter naprej proti vzhodu in severu ob porečju reke Paraná in njenih pritokov, tako da tvori zapleten mozaik z okoliškimi ekoregijami.

### Države, province in departmaji
Ekoregija zajema dele brazilskih zveznih držav Rio de Janeiro, Minas Gerais, São Paulo, Goiás, Mato Grosso do Sul, Paraná, Santa Catarina in Rio Grande do Sul, argentinsko provinco Misiones in paragvajske departmaje Alto Paraná, Amambay, Caaguazu, Caazapa, Canindeyú, Concepción, Guairá in Itapúa.

### Sosednje ekoregije
Cerrado leži na severu in vzhodu (v zvezni državi São Paulo) in se v zapletenem mozaiku prepleta z gozdovi Paraná-Paraíba. Obalni gozdovi Serra do Mar ležijo na jugu, na atlantski strani območja Serra do Mar. Atlantski gozdovi Alto Paraná se ovijajo na severu, vzhodu in jugu vlažnih gozdov Araucaria, ki pokrivajo višji del planote v zvezni državi Parana, Santa Catarina in severnem Rio Grande do Sul. Urugvajska savana leži na jugu, zahodno pa mezopotamska savana Južnega stožca in vlažni Chaco v Argentini oziroma Paragvaju.

## Podnebje
Podnebje v ekoregiji je subtropsko z letnimi padavinami od 1200 do 1600 milimetrov. Zimska sušna sezona se razteza od aprila do septembra.

## Rastlinstvo
Glavni vegetacijski tip so pol listnati gozdovi, podobni ostalim notranjim gozdnim ekoregijam atlantskih gozdov. Približno 40 % dreves v zimskem sušnem obdobju izgubi liste.